# Vasaloppet 2016
Vasaloppet 2016 avgjordes söndagen den 6 mars 2016 mellan Berga by i Sälen och Mora och var det 92:a Vasaloppet. Totalt hade 15 800 deltagare anmält sig till tävlingen vilket också är det maximala antalet som arrangören tillåter. Starten gick klockan 08:00 (UTC+1).
Tillsammans med alla relaterade lopp hade vasaloppsveckan 66 500 deltagare. Den yngsta deltagare fyllde 19 år och den äldsta 81 år under 2016. Andelen kvinnliga skidlöpare i Vasaloppet var 14 procent. I Vasaloppet 2016 deltog personer från 46 länder och under hela veckan från 55 nationer. Regerande mästare var Petter Eliassen, Norge och Justyna Kowalczyk, Polen.

## Slutresultat, herrar
Not: Pl = Placering, Nr = Startnummer, Tid = Sluttid
| Pl | Nr  | Namn               | Klubb           | Land     | Tid     |
| -- | --- | ------------------ | --------------- | -------- | ------- |
| 1  | 5   | John Kristian Dahl |                 | Norge    | 4:08:00 |
| 2  | 22  | Stian Hoelgaard    |                 | Norge    | 4:08:01 |
| 3  | 9   | Anders Mølmen Høst |                 | Norge    | 4:08:02 |
| 4  | 203 | Øyvind Moen Fjeld  |                 | Norge    | 4:08:02 |
| 5  | 224 | Dario Cologna      |                 | Schweiz  | 4:08:02 |
| 6  | 165 | Markus Ottosson    | IFK Umeå        | Sverige  | 4:08:02 |
| 7  | 8   | Jerry Ahrlin       | Team Swedemount | Sverige  | 4:08:03 |
| 8  | 13  | Johan Kjølstad     |                 | Norge    | 4:08:03 |
| 9  | 3   | Stanislav Řezáč    |                 | Tjeckien | 4:08:03 |
| 10 | 58  | Oskar Kardin       | Östersunds SK   | Sverige  | 4:08:03 |

## Slutresultat, damer
Not: Pl = Placering, Nr = Startnummer, Tid = Sluttid
| Pl | Nr  | Namn                     | Klubb               | Land      | Tid     |
| -- | --- | ------------------------ | ------------------- | --------- | ------- |
| 1  | 507 | Kateřina Smutná          |                     | Österrike | 4:17:56 |
| 2  | 502 | Britta Johansson Norgren | Sollefteå Skidor IF | Sverige   | 4:17:58 |
| 3  | 505 | Lina Korsgren            | Åre Längdskidklubb  | Sverige   | 4:18:03 |
| 4  | 503 | Seraina Boner            |                     | Schweiz   | 4:20:38 |
| 5  | 521 | Astrid Øyre Slind        |                     | Norge     | 4:20:50 |
| 6  | 517 | Sara Lindborg            | Östersunds SK       | Sverige   | 4:23:58 |
| 7  | 516 | Emilia Lindstedt         | Falun Borlänge SK   | Sverige   | 4:24:58 |
| 8  | 506 | Masako Ishida            |                     | Japan     | 4:33:24 |
| 9  | 536 | Heli Heiskanen           |                     | Finland   | 4:42:24 |
| 10 | 511 | Kristina Roberto         | Karlslunds IF SF    | Sverige   | 4:44:40 |

## Spurtpriser

### Herrar[3]
| Kontroll     | Nr  | Namn                   | Klubb   | Land    | Tid     |
| ------------ | --- | ---------------------- | ------- | ------- | ------- |
| Smågan       | 206 | Thomas Gifstad         |         | Norge   | 0:32:36 |
| Mångsbodarna | 298 | Emil Johansson         | IK Jarl | Sverige | 1:12:07 |
| Risberg      | 36  | Arne Post              |         | Norge   | 1:42:59 |
| Evertsberg   | 47  | Kjetil Hagtvedt Dammen |         | Norge   | 2:17:54 |
| Oxberg       | 184 | Christoffer Callesen   |         | Norge   | 2:53:27 |
| Hökberg      | 184 | Christoffer Callesen   |         | Norge   | 3:18:36 |
| Eldris       | 184 | Christoffer Callesen   |         | Norge   | 3:45:03 |

### Damer[3]
| Kontroll     | Nr  | Namn                     | Klubb               | Land    | Tid     |
| ------------ | --- | ------------------------ | ------------------- | ------- | ------- |
| Smågan       | 502 | Britta Johansson Norgren | Sollefteå Skidor IF | Sverige | 0:33:03 |
| Mångsbodarna | 503 | Seraina Boner            |                     | Schweiz | 1:12:19 |
| Risberg      | 502 | Britta Johansson Norgren | Sollefteå Skidor IF | Sverige | 1:43:36 |
| Evertsberg   | 502 | Britta Johansson Norgren | Sollefteå Skidor IF | Sverige | 2:20:19 |
| Oxberg       | 502 | Britta Johansson Norgren | Sollefteå Skidor IF | Sverige | 2:57:55 |
| Hökberg      | 502 | Britta Johansson Norgren | Sollefteå Skidor IF | Sverige | 3:25:40 |
| Eldris       | 502 | Britta Johansson Norgren | Sollefteå Skidor IF | Sverige | 3:53:43 |